# Батыр Кайыпулы
Батыр Кайыпулы (каз. Батыр Қайыпұлы; ? — 1771) — казахский султан, хан племени алимулы Младшего жуза (1748—1771). Джучид, потомок Жадик-султана, сын Кайып-хана.

## Биография
Образование получил в Бухаре. Некоторое время (1728) правил Хивинским ханством. В 1723—1729 годах возглавлял вооружённый отряд, состоявший из воинов рода шекты. С конца 20-х годов XVIII века Батыр Кайыпулы стал одним из главных соперников хана Абулхаира. Вступив в сговор с Барак-султаном, стал виновником смерти Абулхаира. В декабре 1731 года Батыр Кайыпулы принял российское подданство, но для осуществления своих геополитических целой поддерживал дружественные отношения с джунгарами. После смерти Абулхаира, Батыр Кайыпулы не признал его сына Нуралы наследником престола. В октябре 1748 года вожди родов шекты, шомекей, бозгыл, карасакал из племени алимулы избрали Батыра ханом. Россия его не признала. В 1750—1760 годах Батыр Кайыпулы установил дружественные отношения с ханами Средней Азии. Его дети Гаип хан и Карабай были правителями Хивы.